# Canton de Segré-en-Anjou Bleu
Le canton de Segré-en-Anjou Bleu, précédemment appelé canton de Segré, est une circonscription électorale française située dans le département de Maine-et-Loire et la région Pays de la Loire.

## Histoire
Le canton de Segré (chef-lieu) est créé en 1790 (Segré en 1793 et 1801). Il est rattaché au district de Segré, puis en 1800 à l'arrondissement de Segré.
Avant la réforme territoriale de 2013, le canton compte quinze communes que sont Aviré, Le Bourg-d'Iré, La Chapelle-sur-Oudon, Châtelais, La Ferrière-de-Flée, L'Hôtellerie-de-Flée, Louvaines, Marans, Montguillon, Noyant-la-Gravoyère, Nyoiseau, Sainte-Gemmes-d'Andigné, Saint-Martin-du-Bois, Saint-Sauveur-de-Flée et Segré.
Le nouveau découpage territorial pour le département de Maine-et-Loire est défini par le décret du 26 février 2014. La composition du canton est alors remodelée, avec une entrée en vigueur au renouvellement des assemblées départementales de mars 2015. Il comprend dès lors les communes suivantes : Angrie, Armaillé, Aviré, Bouillé-Ménard, Le Bourg-d'Iré, Bourg-l'Évêque, Candé, Carbay, Challain-la-Potherie, La Chapelle-Hullin, La Chapelle-sur-Oudon, Châtelais, Chazé-Henry, Chazé-sur-Argos, Combrée, La Ferrière-de-Flée, Freigné, Grugé-l'Hôpital, L'Hôtellerie-de-Flée, Loiré, Louvaines, Marans, Montguillon, Noëllet, Noyant-la-Gravoyère, Nyoiseau, Pouancé, La Prévière, Saint-Martin-du-Bois, Saint-Michel-et-Chanveaux, Saint-Sauveur-de-Flée, Sainte-Gemmes-d'Andigné, Segré (bureau centralisateur), Le Tremblay, Vergonnes.
À la suite du décret du 5 mars 2020, le canton prend le nom de son bureau centralisateur, Segré-en-Anjou Bleu.

## Géographie
Situé dans le Segréen, ce canton est organisé autour de Segré dans l'arrondissement de Segré. Sa superficie est de plus de 241 km2 (24 154 hectares), et son altitude varie de 17 mètres (Saint-Martin-du-Bois) à 102 mètres (Châtelais), pour une altitude moyenne de 60 mètres. Il compte 17 038 habitants en 2009.

## Représentation

### Conseillers d'arrondissement (de 1833 à 1940)
Le canton de Segré avait deux conseillers d'arrondissement.
| Période                                  | Période | Identité                                         | Étiquette | Qualité |
| ---------------------------------------- | ------- | ------------------------------------------------ | --------- | --- |
| 1833                                     | 1848    | Jean Aubert                                      |           | Notaire, maire de Segré (1829-1835)                                                                         |
| 1833                                     | 1842    | René François Quris (1776-1846)                  |           | Marchand d'étoffes, propriétaire à Segré                                                                    |
| 1842                                     | 1848    | Lezin Claude Israël Boreau de Roincé (1776-1850) |           | Propriétaire à Sainte-Gemmes-d'Andigné                                                                      |
|                                          |         |                                                  |           | |
| 1919                                     | 1928    | Comte Charles Bernard de Danne                   |           | Maire de Saint-Martin-du-Bois, Président du syndicat des agriculteurs de Segré                              |
| 1919                                     | 1940    | Henri Foucault                                   |           | Médecin, maire de Châtelais                                                                                 |
| 1928                                     | 1934    | Charles François                                 |           | Maire de Fouchères-aux-Bois                                                                                 |
| 1934                                     | 1940    | Henri Granger                                    |           | Propriétaire, maire de Nyoiseau                                                                             |
| 1940                                     |         |                                                  |           | Les conseils d'arrondissement ont été suspendus par la loi du 12 octobre 1940 et n'ont jamais été réactivés |
| Les données manquantes sont à compléter. |         |                                                  |           | |

### Conseillers généraux de 1833 à 2015
Le canton de Segré est la circonscription électorale servant à l'élection des conseillers généraux, membres du conseil général de Maine-et-Loire.
| Période | Période          | Identité                                             | Étiquette           | Qualité |
| ------- | ---------------- | ---------------------------------------------------- | ------------------- | --- |
| 1833    | 1842             | Marquis Paul-Marie Céleste d'Andigné de la Blanchaye | Opposition libérale | Ancien page de Louis XVI Ancien capitaine de cavalerie Député (1827-1837) Pair de France (1837-1848)           |
| 1842    | 1848             | Nicolas Rousseau-Rabeau                              |                     | Maire de Segré                                                                                                 |
| 1848    | 1849 (démission) | Frédéric Alfred de Falloux                           | Droite              | Historien Propriétaire au Bourg-d'Iré Député (1846-1851)                                                       |
| 1849    | 1853 (démission) | Yves-Napoléon Jallot                                 |                     | Ancien avoué                                                                                                   |
| 1853    | 1861 (démission) | Armand Marie Joachim Baron puis Vicomte de Melun     | Conservateur        | Ancien auditeur au Conseil d'État Ancien maire de Bouvelinghem (Pas-de-Calais)                                 |
| 1861    | 1895 (décès)     | Marquis Henri-Léon Marie d'Andigné                   | Extrême droite      | Général, attaché de légation Sénateur (1876-1895)                                                              |
| 1895    | 1907             | René Le Tourneux de la Perraudière                   | Droite              | Propriétaire du château de la Devansaye Maire de Marans                                                        |
| 1907    | 1932 (décès)     | Geoffroy d'Andigné                                   | Conservateur        | Député (1924-1932) Maire de Sainte-Gemmes-d'Andigné                                                            |
| 1932    | 1940             | Jean de Jourdan-Savonnière                           | Conservateur-PSF    | Maire de Marans Nommé conseiller départemental en 1943                                                         |
|         |                  |                                                      |                     | |
| 1945    | 1962 (démission) | Jean de Jourdan-Savonnière                           | RPF puis DVD        | Maire de Marans Président du Conseil Général                                                                   |
| 1962    | 1967             | Georges Menan                                        | CD                  | Notaire Maire de Sainte-Gemmes-d'Andigné                                                                       |
| 1967    | 1979             | Louis Manseau                                        | DVD                 | Médecin, conseiller municipal de Segré                                                                         |
| 1979    | 1992             | Daniel Dupuis                                        | PS                  | Instituteur Maire de Noyant-la-Gravoyère (1977-2014)                                                           |
| 1992    | 1998             | Joël Nardin                                          | app. RPR            | Chef d'entreprise Maire de Nyoiseau                                                                            |
| 1998    | 2004             | Jean-Noël Gaultier                                   | PS                  | Professeur de mathématiques-sciences Adjoint au Maire de Noyant-la-Gravoyère                                   |
| 2004    | mars 2015        | Gilles Grimaud                                       | UDF puis DVD        | Vice-président du conseil général Maire de Segré (2000-2020) Président de la CC du Canton de Segré (2001-2020) |

#### Résultats électoraux détaillés
- Élections cantonales de 2004 : Gilles Grimaud (UDF) est élu au 1er tour avec 50,38 % des suffrages exprimés, devant Monique Lijour (PS) (33,87 %) et A.Laure Goineau (FN) (6,08 %). Le taux de participation est de 62,8 % (7 396 votants sur 11 778 inscrits)[15].
- Élections cantonales de 2011 : Gilles Grimaud (Divers droite) est élu au 2e tour avec 54,88 % des suffrages exprimés, devant Emmanuel Drouin (PS) (45,12 %). Le taux de participation est de 43,79 % (5 417 votants sur 12 371 inscrits)[16].

### Conseillers départementaux à partir de 2015
À partir du renouvellement des assemblées départementales de 2015, le canton devient la circonscription électorale servant à l'élection des conseillers départementaux, membres du conseil départemental de Maine-et-Loire.
| Période élective | Période élective | Mandat | Mandat   | Identité             | Nuance | Nuance | Qualité |
| ---------------- | ---------------- | ------ | -------- | -------------------- | ------ | ------ | --- |
| 2015             | 2021             | 2015   | 2021     | Gilles Grimaud       |        | DVD    | Maire de Segré-en-Anjou Bleu (2000-2020) Président de la Communauté de Communes 2e vice-président du Conseil départemental                                                                        |
| 2015             | 2021             | 2015   | 2021     | Marie-Jo Hamard      |        | DVD    | Comptable notariale Maire puis maire déléguée de Saint-Michel-et-Chanveaux (1995-2020) 3e vice-présidente du Conseil départemental Ancienne conseillère générale du Canton de Pouancé (2004-2015) |
| 2021             | 2028             | 2021   | en cours | Gilles Grimaud       |        | DVD    | Conseiller sortant |
| 2021             | 2028             | 2021   | en cours | Marie-Josèphe Hamard |        | DVD    | Conseillère sortante |

### Résultats détaillés

#### Élections de mars 2015
À l'issue du 1er tour des élections départementales de 2015, deux binômes sont en ballottage : Gilles Grimaud et Marie-Jo Hamard (Union de la Droite, 51,49 %) et Arthur de Vitton et Agathe Gosset (FN, 23,96 %). Le taux de participation est de 49,96 % (12 524 votants sur 25 068 inscrits) contre 49,68 % au niveau départemental et 50,17 % au niveau national.
Au second tour, Gilles Grimaud et Marie-Jo Hamard (Union de la Droite) sont élus avec 71,78 % des suffrages exprimés et un taux de participation de 48,28 % (7 736 voix pour 12 103 votants et 25 070 inscrits).

#### Élections de juin 2021
Le premier tour des élections départementales de 2021 est marqué par un très faible taux de participation (33,26 % au niveau national). Dans le canton de Segré-en-Anjou Bleu, ce taux de participation est de 29,3 % (7 115 votants sur 24 282 inscrits) contre 29,36 % au niveau départemental. À l'issue de ce premier tour, deux binômes sont en ballottage : Gilles Grimaud et Marie-Josèphe Hamard (DVC, 46,55 %) et Hervé Dubosclard et Yolande Gonzalez (Union à gauche avec des écologistes, 22,5 %).
Le second tour des élections est marqué une nouvelle fois par une abstention massive équivalente au premier tour. Les taux de participation sont de 34,36 % au niveau national, 30,37 % dans le département et 28,07 % dans le canton de Segré-en-Anjou Bleu. Gilles Grimaud et Marie-Josèphe Hamard (DVC) sont élus avec 59,82 % des suffrages exprimés (3 697 voix pour 6 820 votants et 24 293 inscrits),,. 

## Composition

### Composition avant 2015

Carte du canton en 2014.

Le canton comptait quinze communes.
| Nom                     | Code Insee | Codepostal | Superficie (km2) | Population (dernière pop. légale) | Densité (hab./km2) |
| ----------------------- | ---------- | ---------- | ---------------- | --------------------------------- | ------------------ |
| Segré (chef-lieu)       | 49331      | 49500      | 15,88            | 6 920 (2012)                      | 436                |
| Aviré                   | 49014      | 49500      | 14,36            | 477 (2012)                        | 33                 |
| Le Bourg-d'Iré          | 49037      | 49520      | 23,03            | 853 (2012)                        | 37                 |
| La Chapelle-sur-Oudon   | 49077      | 49500      | 12,73            | 563 (2012)                        | 44                 |
| Châtelais               | 49081      | 49520      | 23,68            | 647 (2012)                        | 27                 |
| La Ferrière-de-Flée     | 49136      | 49500      | 13,12            | 364 (2012)                        | 28                 |
| L'Hôtellerie-de-Flée    | 49158      | 49500      | 14,77            | 504 (2012)                        | 34                 |
| Louvaines               | 49184      | 49500      | 15,07            | 524 (2012)                        | 35                 |
| Marans                  | 49187      | 49500      | 9,59             | 551 (2012)                        | 57                 |
| Montguillon             | 49208      | 49500      | 11,91            | 217 (2012)                        | 18                 |
| Noyant-la-Gravoyère     | 49229      | 49520      | 11,91            | 1 848 (2012)                      | 155                |
| Nyoiseau                | 49233      | 49500      | 15,55            | 1 248 (2012)                      | 80                 |
| Sainte-Gemmes-d'Andigné | 49277      | 49500      | 25,34            | 1 454 (2012)                      | 57                 |
| Saint-Martin-du-Bois    | 49305      | 49500      | 21,73            | 913 (2012)                        | 42                 |
| Saint-Sauveur-de-Flée   | 49319      | 49500      | 12,87            | 305 (2012)                        | 24                 |

### Composition depuis 2015
Lors du redécoupage cantonal de 2014, le canton comptait trente-cinq communes entières.
À la suite de la création, au 15 décembre 2016 des communes nouvelles d'Ombrée d'Anjou et de Segré-en-Anjou Bleu, le nombre de communes descend à 12.
| Nom                                         | Code Insee | Intercommunalité         | Superficie (km2) | Population (dernière pop. légale) | Densité (hab./km2) | Modifier                                    |
| ------------------------------------------- | ---------- | ------------------------ | ---------------- | --------------------------------- | ------------------ | ------------------------------------------- |
| Segré-en-Anjou Bleu (bureau centralisateur) | 49331      | CC Anjou Bleu Communauté | 241,54           | 17 617 (2022)                     | 73                 | modifier les données · modifier les données |
| Angrie                                      | 49008      | CC Anjou Bleu Communauté | 40,97            | 917 (2022)                        | 22                 | modifier les données · modifier les données |
| Armaillé                                    | 49010      | CC Anjou Bleu Communauté | 16,78            | 317 (2022)                        | 19                 | modifier les données · modifier les données |
| Bouillé-Ménard                              | 49036      | CC Anjou Bleu Communauté | 15,79            | 775 (2022)                        | 49                 | modifier les données · modifier les données |
| Bourg-l'Évêque                              | 49038      | CC Anjou Bleu Communauté | 5,29             | 236 (2022)                        | 45                 | modifier les données · modifier les données |
| Candé                                       | 49054      | CC Anjou Bleu Communauté | 5,16             | 2 815 (2022)                      | 546                | modifier les données · modifier les données |
| Carbay                                      | 49056      | CC Anjou Bleu Communauté | 7,63             | 276 (2022)                        | 36                 | modifier les données · modifier les données |
| Challain-la-Potherie                        | 49061      | CC Anjou Bleu Communauté | 47,87            | 811 (2022)                        | 17                 | modifier les données · modifier les données |
| Chazé-sur-Argos                             | 49089      | CC Anjou Bleu Communauté | 30,82            | 1 067 (2022)                      | 35                 | modifier les données · modifier les données |
| Loiré                                       | 49178      | CC Anjou Bleu Communauté | 33,73            | 884 (2022)                        | 26                 | modifier les données · modifier les données |
| Ombrée d'Anjou                              | 49248      | CC Anjou Bleu Communauté | 202,16           | 8 811 (2022)                      | 44                 | modifier les données · modifier les données |
| Canton de Segré-en-Anjou Bleu               | 4920       |                          | 647,74           | 34 526 (2022)                     | 53                 | modifier les données                        |

## Démographie

### Démographie avant 2015
| 1962   | 1968   | 1975   | 1982   | 1990   | 1999   | 2006   | 2011   | 2012   |
| ------ | ------ | ------ | ------ | ------ | ------ | ------ | ------ | ------ |
| 15 814 | 16 168 | 16 411 | 16 437 | 15 693 | 15 564 | 16 659 | 17 358 | 17 388 |

### Démographie depuis 2015
En 2022, le canton comptait 34 526 habitants, en évolution de −0,44 % par rapport à 2016 (Maine-et-Loire : +2,12 %, France hors Mayotte : +2,11 %).
| 2013   | 2018   | 2022   |
| ------ | ------ | ------ |
| 35 697 | 34 506 | 34 526 |